# Versicherungsmagazin
Das Versicherungsmagazin (Untertitel: Die Zeitschrift für Finanzdienstleistungen und Vertrieb) ist eine monatlich erscheinende deutsche Fachzeitschrift für Versicherungen.
Das Versicherungsmagazin erscheint seit März 2000. Die Vorgängerzeitschrift hieß „Versicherungskaufmann“; sie erschien ab 1954 bis zur Ausgabe 2/2000 in unregelmäßigen Abständen und trägt die ISSN 0049-6006.
Nach eigener Aussage richtet sich das Versicherungsmagazin hauptsächlich an Versicherungsmakler, Finanzdienstleistungsvermittler, Ausschließlichkeitsagenten und das Management in Versicherungsunternehmen.
Herausgeber ist der Gabler Verlag / GWV Fachverlage GmbH in Wiesbaden. Geschäftsführer sind Ralf Birkelbach und Albrecht F. Schirmacher. Der Chefredakteur der Zeitschrift ist Bernhard Rudolf.